# Hotel California (Tyga)
Hotel California è il terzo album discografico in studio del rapper statunitense Tyga, pubblicato nell'aprile 2013.

## Tracce
1. 500 Degrees (feat. Lil Wayne) – 3:45
2. Dope (feat. Rick Ross) – 3:43
3. Get Loose – 2:47
4. Diss Song – 4:50
5. Hit 'Em Up (feat. Jadakiss) – 3:57
6. Molly (feat. Cedric Gervais, Wiz Khalifa & Mally Mall) – 3:38
7. For the Road (feat. Chris Brown) – 4:03
8. Show You (feat. Future) – 4:29
9. It Never Rains (feat. Game) – 4:07
10. M.O.E. (feat. Wiz Khalifa) – 3:48
11. Hijack (feat. 2 Chainz) – 3:05
12. Get Rich – 2:59
13. Enemies – 3:50
14. Drive Fast, Live Young – 5:35
15. Palm Trees – 2:52
16. Dad's Letter (bonus track) – 4:15
17. Don't Hate Tha Playa (bonus track) – 3:38
18. Switch Lanes (bonus track) (feat. Game) – 3:40

## Singoli
- Dope (gennaio 2013)
- For the Road (aprile 2013)
- Show You (agosto 2013)